# Дружина
Дружина (слов. и чеш. družina, укр. дружина) је у средњовековној Пољској и Кијевској Русији представљала оружану пратњу властелина или владара.

## У Кијевској Русији

### Историјски развој
Пре покрштавања Кијевске Русије, власт кнезова била је слаба, а војска је имала племенски, народни карактер: сви способни мушкарци наоружавали су се сами, добровољно су ступали у дружину и разилазили се након завршеног похода.
Већ у време Свјатослава I (942—972) у Кијевској Русији се издваја слој професионалних ратника, који ступају у службу кнезова као стална пратња (дружина).
Са примањем хришћанства 988. у време Владимира Великог, власт кнезова јача, подупрта од православне цркве, и они се окружују војним дружинама, одредима професионалних ратника, који се опремају и издржавају на рачун кнеза.

#### Организација
До времена Владимира Мономаха, почетком 12. века, дружина добија шире значење и нове одговорности: дружина обухвата кнежеве телохранитеље (мала дружина), али и двор и службенике (дружина у ширем смислу). У исто време, дружиници се деле на две групе:
- старији, бољари, заповедају војском (војводе) или управљају имањима и градовима ("тисућници"),
- млађи, "младићи" или "отроци", служе као обични војници и телохранитељи, пружајући заштиту кнезу у рату и миру.

#### У рату
Војска Кијевске Русије се већином састојала од слабо наоружаних сељака и грађана, али је сваког кнеза на бојишту пратио мали одред тешко наоружаних дружиника на коњима, са оклопима и оружјем скандинавског типа. Ови одреди по правилу нису бројали више од неколико стотина људи, и често су се борили пешице. У бици на Чудском језеру, 1242, Александар Невски, најмоћнији кнез свог времена, имао је само око 500 дружиника.

## У раној Пољској
Рани развој пољске војске сличан је развоју у осталих словенских народа. Основа војне силе била је дружина-оружана пратња племенских кнежева.
Дружина Мјешка I имала је око 3.000 ратника-углавном у престоници Гњезну и најважнијим утврђеним градовима. Терет наоружавања и снабдевања дружине падао је на кнеза. Дружина је била организована по децималном систему, у одреде од 10, 100 и 1.000 бораца.
Крајем 10. века, са развојем феудализма у време Болеслава I Храброг, још је постојала краљева дружина од око 4.000 људи, упоредо са одредима великаша, који се опремају на основу феудалне обавезе земљопоседника према владару. Краљева дружина и феудални позив чинили су коњицу, а сељаци пешадију.